# Stigmate

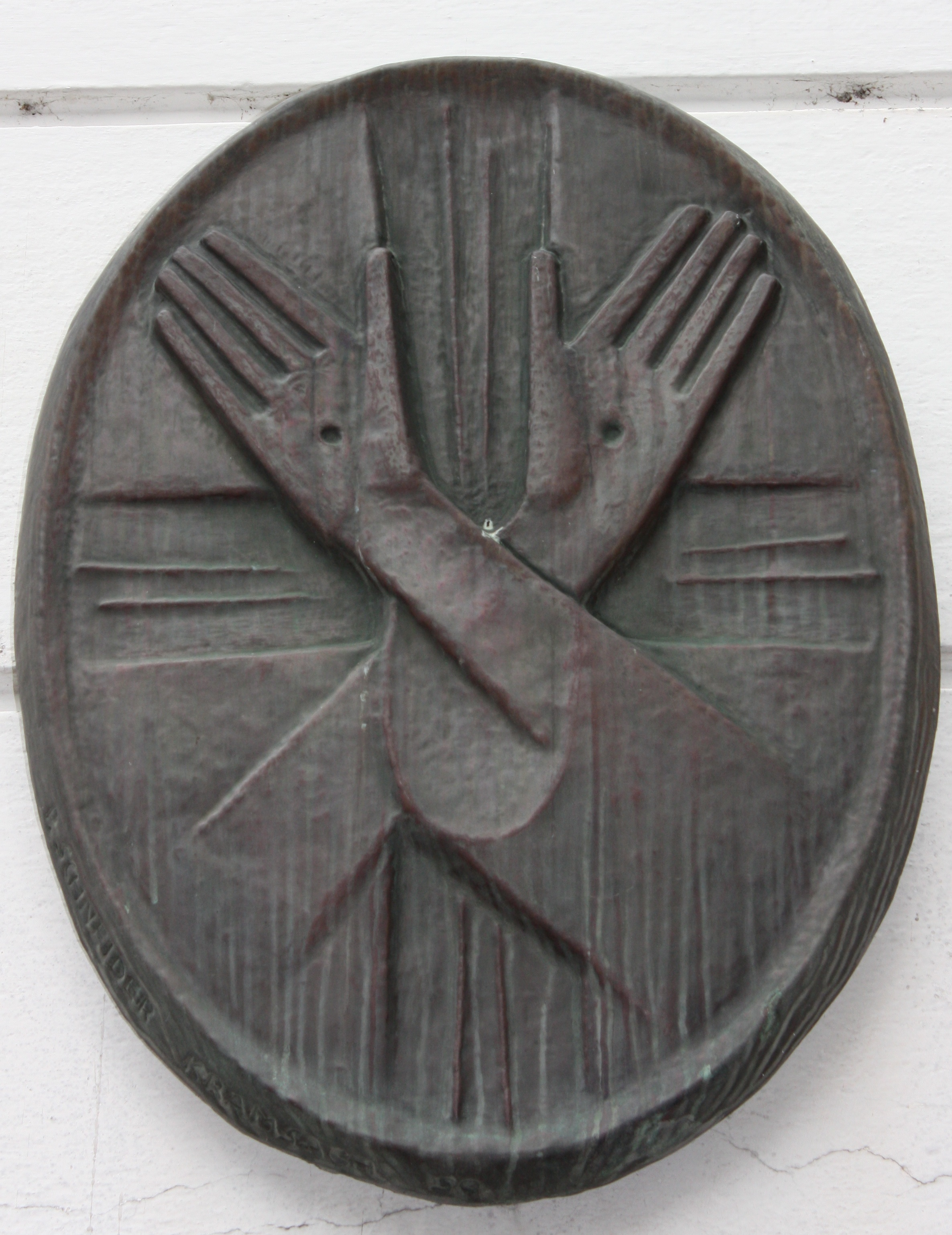
Mâini cu stigmate într-o biserică franciscană din Lienz, Austria.

Stigmatele sunt semne, cicatrici sau stări de durere în zonele ce corespund rănilor crucificării lui Iisus, cum ar fi mâinile sau picioarele. În anumite cazuri, urme ale funiilor pe încheieturile mâinilor au însoțit rănile mâinilor.
Termenul își are originea în rândurile de la sfârșitul Epistolei Sfantului Pavel către galateni unde se spune: „căci eu port în trupul meu, semnele Domnului Iisus.”
Stigmata este pluralul cuvântului latin stigma derivat din cuvântul grec στίγμα stigma, ceea ce înseamnă semn sau marcă așa cum sunt cele folosite pentru identificarea unui animal sau sclav. O persoană purtătoare a stigmatelor este cunoscută sub numele de stigmatizat sau purtător al stigmatelor.
Stigmatele sunt asociate în primul rând credinței romano catolice. Cei mai mulți purtători ai stigmatelor sunt membri  ai ordinelor religioase catolice. Sfântul Francisc de Assisi este primul purtator al stigmatelor din istoria creștinismului. De-a lungul a mai bine de 50 de ani Padre Pio a fost cunoscut ca fiind un alt mare purtator al stigmatelor, semne ce au fost studiate de mai mulți medici ai secolului XX, a căror indepedență față de biserică nu este cunoscută. Nu s-au găsit explicații pentru rănile lui Padre Pio care nu se infectau niciodată.
Un mare procent al stigmatizaților (peste 80%) sunt femei. În cartea sa Stigmata: A Medieval Phenomenon in a Modern Age, Edward Harrison arată  că nu există vreun mecanism singular prin care rănile stigmatelor să fie produse.

## Descriere

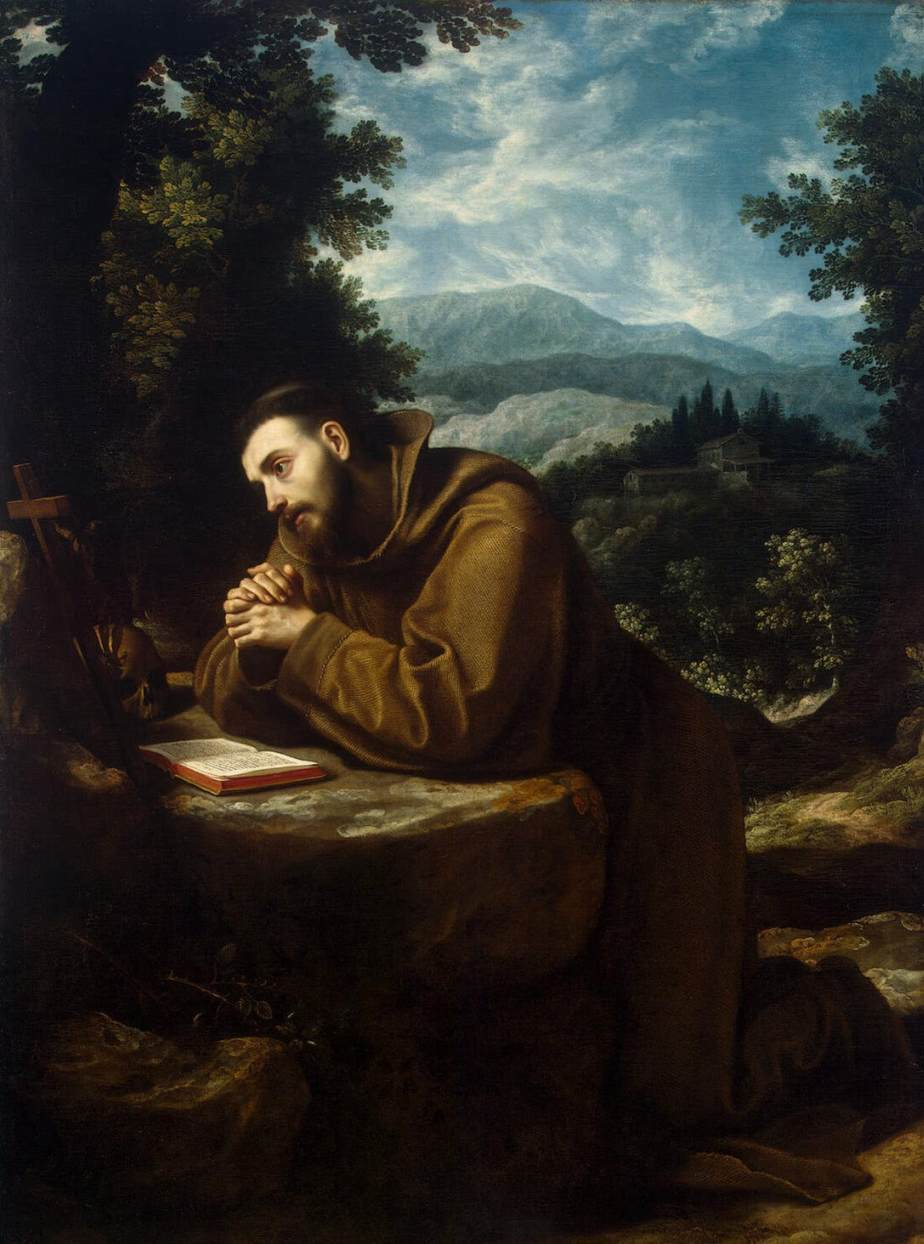
Sfântul Francisc considera stigmatele parte a imitației lui Hristos.

Între diferitele forme pe care fenomenul stigmatizării le cunoaște cele mai multe cazuri manifestă câteva sau toate cele cinci răni sfinte care, conform Bibliei, au fost aduse lui Iisus în timpul crucificării: rănile la încheieturile mâiniilor și la picioare de la cuie, și în lateral, de la o lance. Unii stigmatizați manifestă răni pe frunte similare acelora cauzate lui Iisus de Coroana de Spini. Stigmatele sub forma coroanei de spini apar în secolul XX spre exemplu la Marie Rose Ferron care a fost în mod repetat fotografiată. Alte forme de stigmate includ lacrimi de sânge sau transpirație de sânge și râni pe spate asemenea celor provenite în urma unei biciuiri.
Mulți stigmatizați manifestă sângerări frecvente, care se opresc și apoi încep din nou, la un anumit timp după primirea Împărtășaniei, în timp ce un număr mare de stigmatizați manifestă o dorință foarte intensă de a primi Împărtașania cât mai frecvent. Un anumit procent din purtătorii stigmatelor manifestă și Inedia (post total), trăind cu hrană foarte puțină sau cu nici un fel de hrană și apă, cu excepția Împărtașaniei, pentru perioade lungi de timp, unii din ei pierzând din greutate.
Extazul si suferințele de obicei încep pentru sfinții care le suferă joia și se termină vinerea în jurul orei 3 sau 4 după masa. Toți cei care primesc aceste suferințe mistice  suferă cumplit. Mulți stigmatizați sunt priviți cu suspiciune până ce rănile lor sunt considerate autentice. Sfinții care au primit stigmatele au fost supravegheați cu atenție zi și noapte pentru ca să nu existe nici o suspiciune asupra falsificării rănilor. Prin folosirea acestor metode a fost depistat și un număr de falși stigmatizați ce au fost astfel expuși. Uneori aceste stigmate devin invizibile la cererea expresă și la rugăciunile sfinților care le suferă.
Unii stigmatici pretind că simt durerile rănilor fără însă a avea nici un semn exterior, acest fenomen poate fi considerat ca fiind o formă invizibilă a stigmatelor. În alte cazuri se spune că stigmatele sunt însoțite de dureri extreme.  Alte stigmate nu se cicatrizează ci rămân mereu deschise și neinfectate. În anumtie cazuri sângele rănilor se spune ca are un parfum plâcut, bine mirositor, numit și Parfumul Sfințeniei.
Persoanele care dobândesc stigmatele sunt în multe locuri descrise ca extatice. În timpul când primesc și experimenetază aceste stigmate sunt copleșite de trăiri și emoții spirituale.
Nu este cunoscut nici un caz de stigmatizat menționat înainte de secolul XIII, cand descrierea lui Iisus în creștinismul occidental punea accentul pe  umanitatea sa.
În cartea sa Hospitality and Pain, teologul creștin Ivan Illich afirmă: „ Iubirea în Hristos... este credința atăt de puternică și de adâncă încat duce la întruparea și contemplarea individuală a patimilor Lui”. Teza sa este că stigmatele apar in urma unei excepționale devoțiuni religioase și dorințe a sfinților de a se asocia ei inșiși cu suferințele lui Mesia.

## Cazuri specifice

### Sfântul Francisc de Assisi
Sfântul Francisc de Assisi este primul stigmatizat pe care istoria creștinismului îl înregistrează. În 1224, cu doi ani înainte de moartea sa, Francisc se îmbarcă într-o călătorie către mănăstirea La Verna pentru un post de 40 de zile. Într-o dimineață din preajma sărbătorii Înălțării Sfintei Cruci, se spune că lui Francisc i-a apărut un înger cu șase aripi(serafim) în timp ce se ruga. Pe când îngerul se apropia, Francisc a putut să vadă că îngerul era crucificat. Înfățișarea sa era umilă și inima sa era plină cu exaltare și bucurie  amestecată cu durere și suferință. Când îngerul s-a depărtat, se spune că Francisc a rămas cu stigmatele pe mâini, picioare și în lateral ca și când ar fi vorba de aceeași lance care a străpuns coasta lui Hristos. Urmele cuielor au apărut atunci pe mâinile și picioarele sale și rana din dreptul coastei adesea picura sânge.
Primul biograf al sfântului Francisc, Thomas din Celano, raportează evenimentele în modul următor în cartea sa, Viața Sfântului Francisc apărută în 1230:

"Când servitorul binecuvântat al lui Dumnezeu a văzut aceste lucruri, s-a umplut de uimire, dar nu știa ce înseamnă această viziune. S-a bucurat foarte tare să se vadă sub blânda și grațioasa privire a serafimului a cărui frumusețe era indescriptibilă; și totuși s-a alarmat deoarece serafimul era fixat de cruce și suferea teribil. Astfel Francisc a trăit și bucurie și tristețe, bucuria și tristețea luând locul una alteia. S-a întrebat cu îngrijorare  ce ar putea să însemne această viziune și sufletul său era nerăbdător să găsească o explicație. Și pe când mintea sa căuta în zadar să găsească o explicație iar inima sa era plină de uimire în fața acestei viziuni, semnele cuielor au început să apară în mâinile și picioarele sale, așa cum le văzuse ceva mai devreme la ființa crucificată de deasupra lui. Încheieturile sale și  picioarele păreau să fie pătrunse de cuie, urmele capetelor cuielor apărând pe încheieturile mâinilor și în partea de sus a picioarelor, iar în partea opusă apărând alte semne. Semnele erau rotunde în palmele mâinilor și se prelungeau până în partea cealaltă, și mici bucăți de carne se desprindeau ca și când ar fi fost desprinse de către vârfurile unor cuie îndoite și trase înapoi. În același mod semnele cuielor și-au lăsat amprenta și asupra picioarelor scoțând în afară fâșii de carne. În plus, partea sa dreaptă  avea o largă rană ca și când ar fi fost străpuns cu o lance și adesea sângera așa încât tunica sa și pantalonii erau îmbibate cu acest sânge sfânt." 

### Padre Pio

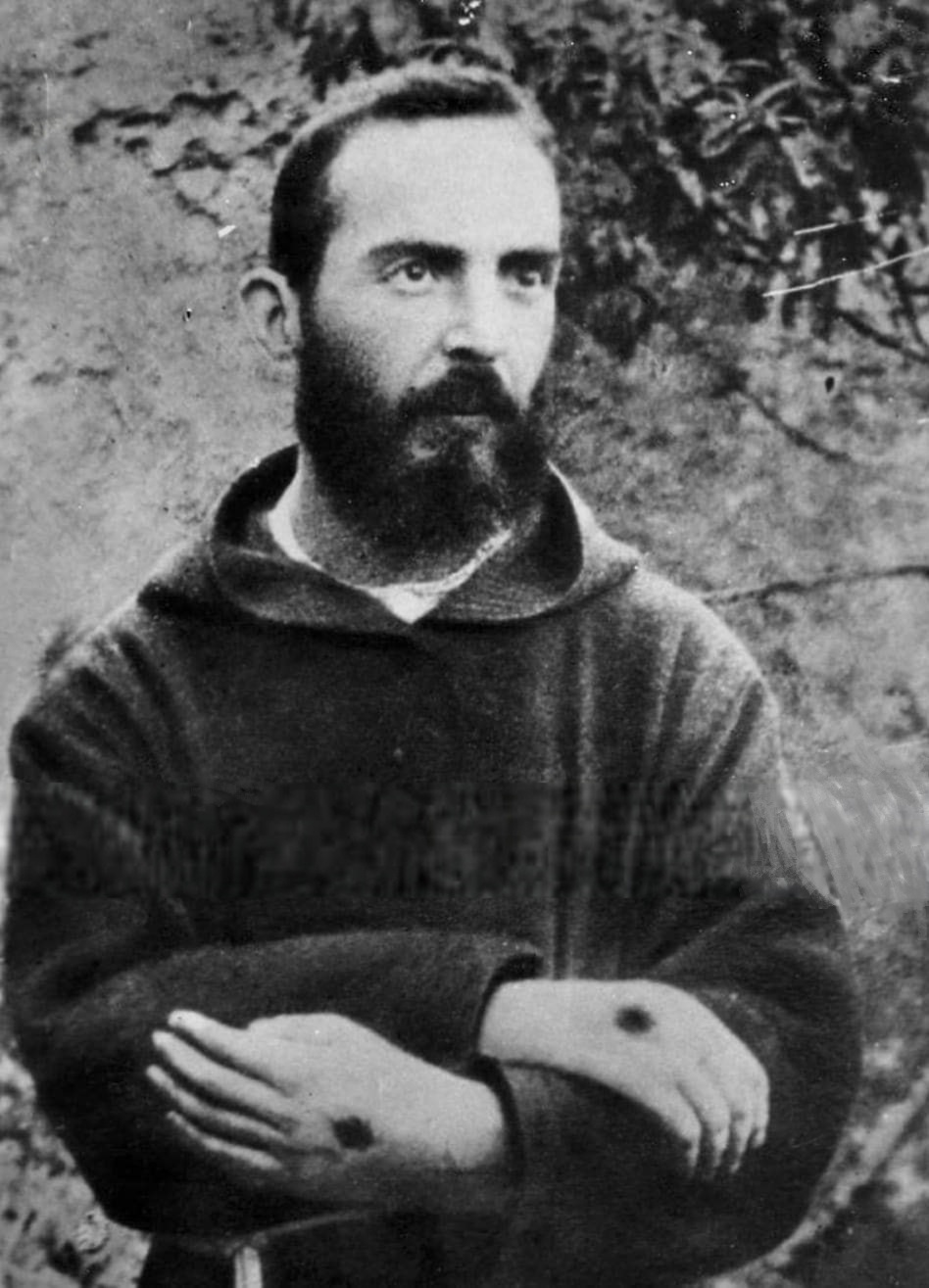
Padre Pio tânăr arătând stigmatele.

Padre Pio a manifestat stigmatele de-a lungul a mai bine de 50 de ani, acestea fiind analizate de mai mulți medici ai secolului 20 a căror independență față de biserică nu este totuși cunoscută. Medicii nu puteau să explice rănile ce nu se infectau niciodată.
Odată vindecate rănile reapăreau.  Rănile au fost examinate și de Luigi Romanelli doctor șef al spitalului orașului Barletta, pe o perioadă de mai bine de un an. Dr. Giorgio Festa un practicant independent a examinat de asemenea rănile lui Padre Pio între 1920 si 1925.Profesorul Giuseppe Bastianelli, doctor al  Papei Benedict al XV-lea, a confirmat că rănile există dar nu a făcut nici un alt comentariu.  Patologistul Dr. Amico Bignami al Universității din Roma de asemenea a observat rănile, dar nu a dat nici un diagnostic. Atat Amico Bignami cât și Giuseppe Sala au comentat asupra netezimii neobișnuite a marginilor rănilor și a lipsei edemei.Dr. Alberto Caserta a făcut chiar raze X mâinilor lui Padre Pio în 1954 dar nu a descoperit nici o anomalie a structurii oaselor.

## Cercetări științifice
Anumite cercetări moderne au indicat stigmatele ca având o origine isterică ,în legătura cu anumite deviații disociative ale identității,  mai ales în legătura cu constrângerile dietei manifestate prin înfometare, tulburări mentale disociative și auto-mutilare, în contextul credințelor religioase. Cazurile de anorexie nervoasă adesea manifestă auto-mutilare asemănătoare stigmatelor ca o componentă a unei dezordini compulsive obsesive, ritualice. O relație între înfometare și auto-mutilare a fost semnalată si printre prizonierii de război sau în cazul perioadelor de foamete.  Un studiu psihoanalitic ale stigmatizatei Therese Neumann a sugerat că stigmatele sale ar putea să rezulte ca urmare a unor simptome de  stress post-traumatic exprimate în inconștient prin auto-mutilare survenită prin autosugestie negativă.
În cartea sa Stigmata: A Medieval Phenomenon in a Modern Age, Edward Harrison sugerează că nu există un singur mecanism prin care semnele stigmatelor să fie produse. Harrison nu a găsit nici o dovada în studiul cazurilor contemporane care să ateste că semnele erau de origine supranaturala. A concluzionat totuși ca semnele de origine naturală nu trebuie să fie neaparat o înșelătorie. Anumiți stigmatici își fac singuri semnele în dorința de a suferi alături de Hristos, ca un semn al pietății. Alții își produc aceste semne în mod accidental și acestea sunt considerate stigmate de către cei care le văd. Adesea semnele de origine umana produc o profundă și reală emulație religioasă. Harrison de asemenea a mai notat că raportul masculin-feminin al stigmaticilor care pentru multe secole a fost de 7 la 1, s-a schimbat în ultima sută de ani la 5:4. Aparițiile stigmatelor coincid adesea cu timpurile în care s-a adus în discuție problema autorității bisericii. Un alt lucru semnificativ în cazul stigmatizaților a fost nu numai că erau predominant bărbați, dar că nu erau subordonați nici unei autorități. Având stigmatele aveau acces direct la ființa lui Hristos fără a avea nevoie de intermedierea bisericii prin Euharistie. Numai în ultmul secol au apărut preoți stigmatizați.
Din documentele  privind simptomele și suferințele sfântului Francisc, Dr. Edward Hartung concluzionează că poate să pună un diagnostic sfântului. Hartung credea ca Francisc suferea de o boala a ochilor numita trahoma, dar și că avea o forma de malarie(Plasmodium malariae), ce i-ar fi atacat ficatul, splina și stomacul, cauzându-i  victimei durere intensă.  Un efect al acestei forme de malarie ar putea fi asociat cu o hemoragie roșiatică a pielii(Purpura). Această manifestare adesea se produce simetric, astfel că fiecare mână și picior ar fi putut să fie afectate în mod egal. Dacă acesta ar fi și cazul sfântului Francisc, el ar fi fost afectat de diverse echimoze și de un exces de purpura. Punctele roșiatice de sânge ar fi putut să fie perforate în sălbăticie și de aici apariția unei răni deschise asemănătoare celei a lui Hristos.

## Stigmatizați cunoscuți
- Apostolul Pavel
- Francisc de Assisi
- Padre Pio
- Marthe Robin
- Ioan al lui Dumnezeu
- Ecaterina de Siena
- Rita din Cascia